# Fly on the Wall (Miley Cyrus)
Fly on the wall è un singolo della cantante statunitense Miley Cyrus, pubblicato il 4 novembre 2008 come secondo e ultimo estratto dall'album Breakout.
Miley dedica questo pezzo ai paparazzi. Infatti il titolo è un pezzo di ritornello, all'interno del quale, ponendo la domanda "non vorresti essere una mosca attaccata al muro, che di soppiatto verrebbe a conoscenza dei miei segreti?" vuole fare riferimento al desiderio sfrenato dei paparazzi di sapere tutto sulla sua vita privata, utilizzando ogni mezzo a disposizione. Questo concetto viene ripreso anche dal video musicale.

## Video musicale
Il videoclip inizia con Miley ed un amico che si salutano all'uscita di un cinema, a fine serata, quando ad un tratto il ragazzo, colpito dalla luce della luna piena, si trasforma, e si rivela essere, in realtà, un giornalista. La ragazza scappa sconvolta e cerca rifugio in un garage vicino, ma viene subito raggiunta da un gruppo di paparazzi. Nonostante cerchi di nascondersi dietro alcune macchine, viene continuamente fotografata. Al terminare del video, Miley viene salvata dal ragazzo dal quale era poco prima fuggita, che la porta al sicuro a bordo della sua vettura. Credendo di essere al sicuro la ragazza racconta della sua sventura nel garage, ma in realtà è ancora ripresa da una telecamera, stavolta posizionata appositamente all'interno della macchina e nell'immagine finale, si vede che il video, nel quale la cantante si lamenta dei paparazzi, viene pubblicato sul web.

## Classifiche
| Classifica (2008-09) | Posizione massima |
| -------------------- | ----------------- |
| Austria              | 57                |
| Canada               | 73                |
| Germania             | 62                |
| Irlanda              | 23                |
| Regno Unito          | 16                |
| Stati Uniti          | 84                |